# Wolf-Dietrich Schilling
Wolf-Dietrich Schilling (* 29. September 1936 in Gau-Odernheim) ist ein ehemaliger deutscher Diplomat, zuletzt im Rang eines Botschafters.

## Leben
Wolf-Dietrich Schilling ist der Sohn des damaligen Gau-Odernheimer Arztes Karl Schilling. Nach dem Schulbesuch begann er 1956 ein Studium der Rechtswissenschaften und nahm nach Abschluss der ersten sowie zweiten juristischen Staatsprüfung 1965 eine Tätigkeit als Rechtsanwalt auf. 1966 trat er in den höheren auswärtigen Dienst ein und war nach Abschluss der Laufbahnprüfung zunächst zwischen 1967 und 1969 Hilfsreferent des Ministerbüros im Auswärtigen Amt. In dieser Zeit schloss er am 23. Januar 1967 seine Promotion zum Dr. jur. an der Universität Hamburg mit einer Dissertation mit dem Titel Die Dreispurigkeit der Rechtsfolgen im Jugendstrafrecht und allgemeinen Strafrecht ab. Er wurde zwischen 1969 und 1974 in das Bundeskanzleramt abgeordnet und war anfangs Hilfsreferent sowie zuletzt Referent im Kanzlerbüro. Am 11. April 1970 begleitete Schilling Verteidigungsminister Helmut Schmidt zu Richard Nixon. Im September 1971 begleitete Schilling Willy Brandt als persönlicher Referent für Außenpolitik auf einen Staatsbesuch auf die Krim. Als Vortragender Legationsrat Erster Klasse war er Vertreter des Büroleiters von Bundeskanzler Willy Brandt, Ministerialdirigent Reinhard Wilke, während dessen Kur im Sommer 1973.
1974 kehrte Schilling in den auswärtigen Dienst zurück und war anfangs Mitarbeiter der Botschaft in Libyen sowie anschließend zwischen 1976 und 1979 der Botschaft in Bangladesch. 1979 übernahm er den Posten als Botschafter in der Jemenitischen Arabischen Republik (Nordjemen) und bekleidete diese Funktion bis zu seiner Ablösung durch Peter Metzger 1983. Das Budget der Entwicklungszusammenarbeit betrug in seiner Amtszeit als Botschafter der Bundesrepublik Deutschland im Südjemen 1981 etwa zwei bis zweieinhalb Millionen Deutsche Mark für landwirtschaftliche Beratung und berufliche Bildung.
Nach seiner Rückkehr in die Bundesrepublik Deutschland war Schilling in der Abteilung 2 (Politische Abteilung) des Auswärtigen Amtes tätig, und zwar anfangs von April bis September 1983 als Leiter des Referats 231 (Politische Fragen des Wirtschafts- und Sozialbereichs der Vereinten Nationen), von 1983 bis 1988 als Leiter des Referats 200 (Europäische Einigung und politische Zusammenarbeit (EPZ), Europarat, Nichtstaatliche europäische Organisationen, nichtmilitärische Angelegenheiten der WEU) und von 1989 bis 1993 als Leiter der Unterabteilung 23 (Koordinator für Menschenrechtsfragen).
1993 bis 1998 war Schilling als Nachfolger von Heinz Fiedler Botschafter in Ägypten;ihm folgte  Peter Dingens. Zuletzt übernahm er am 5. Juni 1998 von Leopold Bill von Bredow den Posten als Botschafter in Rumänien und übte diese Funktion bis zu seinem Eintritt in den Ruhestand 2001 aus. Sein dortiger Nachfolger wurde Armin Hiller.

## Veröffentlichung
- Die Dreispurigkeit der Rechtsfolgen im Jugendstrafrecht und allgemeinen Strafrecht, Dissertation Universität Hamburg, Hamburg 1967